# Elena Belciová-Dal Farraová
Elena Belciová-Dal Farraová (* 31. května 1964 Turín), rozená Belciová, je bývalá italská rychlobruslařka.
V letech 1980 a 1982 startovala na juniorských světových šampionátech, v roce 1983 debutovala na seniorském Mistrovství Evropy a Mistrovství světa ve víceboji. Do Světového poháru poprvé nastoupila na podzim 1986. Výraznějších úspěchů dosáhla v 90. letech 20. století, byla čtvrtá na Mistrovství Evropy 1993, v celkovém pořadí Světového poháru na dlouhých tratích (3 a 5 km) byla třetí (1994/1995), čtvrtá (1995/1996) a pátá (1989/1990, 1993/1994, 1997/1998). Na světovém vícebojařském šampionátu dosáhla nejlépe sedmého (1990) a osmého (1993) místa. Bronzovou medaili získala v závodě na 5000 m na Mistrovství světa na jednotlivých tratích 1996, o dva roky později byla na téže distanci šestá. Startovala na zimních olympijských hrách v letech 1988, 1992, 1994 a 1998, přičemž třikrát se na pěti kilometrech umístila v první desítce – byla čtvrtá v roce 1994, devátá v roce 1998 a desátá v roce 1992. Po sezóně 1997/1998 ukončila sportovní kariéru.
V roce 1984 se provdala za svého trenéra Carla Dal Farru a od té doby startovala pod jménem Belciová-Dal Farraová.